# صموئيل جي. باروز
صموئيل جي. باروز هو سياسي أمريكي، ولد في 26 مايو 1845 في نيويورك في الولايات المتحدة، وتوفي بنفس المكان في 21 أبريل 1909 بسبب ذات الرئة. نشط حزبياً في الحزب الجمهوري. وقد انتخب عضو مجلس النواب الأمريكي ‏.